# Harmiella schiapelliae
Harmiella schiapelliae là một loài nhện trong họ Hahniidae. Chúng được miêu tả năm 1979 bởi Paolo Marcello Brignoli, và chỉ được tìm thấy ở Brazil.